# Медаль Почёта (США)
Медаль Почёта (англ. Medal of Honor) — высшая военная награда США.
Награждение медалью производится за «выдающиеся храбрость и отвагу, проявленные с риском для жизни и превышающие долг службы, при участии в действиях против врагов Соединённых Штатов; в военных операциях, включающих столкновение с противостоящими иностранными силами; или во время службы с дружественными иностранными силами, участвующими в военном конфликте с противостоящими вооружёнными силами, в котором США не являются воюющей стороной».
Каждый вид вооружённых сил США имеет право на свой дизайн медали, но на практике Корпус морской пехоты и Береговая охрана используют дизайн ВМС.

## История медали

### Создание
Первой военной наградой США принято считать значок «За воинские заслуги», утверждённый Джорджем Вашингтоном в 1782 году. Награждать им перестали после окончания Войны за независимость США. Во время Американо-мексиканской войны американских солдат награждали Сертификатом заслуг, который спустя много лет, в 1905 году получил статус медали.
Несмотря на это, до начала Гражданской войны 1861—1865 в США не было награды за индивидуальный героизм в бою.
Вскоре после начала Гражданской войны, 9 декабря 1861 года, предложение о создании такой медали было выдвинуто сенатором от штата Айова Джеймсом Гримсом (англ. James W. Grimes). 21 декабря предложение Гримса было одобрено Сенатом как билль № 82, и президент Авраам Линкольн утвердил создание Морской Медали Доблести (англ. Navy Medal of Valor), ставшей самым ранним вариантом Медали Почёта. Дизайн и выпуск первых двухсот медалей были поручены монетному двору в Филадельфии.
17 февраля 1862 года сенатор от Массачусетса Генри Уилсон (англ. Henry Wilson) внёс на рассмотрение билль о награде для рядового и сержантского состава армии США. 12 июля 1862 года был подписан закон, учреждавший Медаль Почёта для этого вида войск и устанавливавший то же название для флотской награды. Первым новую награду получил рядовой Джейкоб Паррот, участник Великой паровозной гонки, 25 марта 1863 года; хотя первое деяние, удостоенное медали, совершил рядовой Фрэнсис Броунелл 21 мая 1861 года, он был награждён только в 1877 году.
Первоначально предполагалась, что награждения будут производиться только за действия в ходе Гражданской войны, но в 1863 году Конгресс установил постоянный статус медали.
В 1956 году был утверждён отдельный вариант медали почёта для ВВС США (выделившихся из состава Армии США в 1947 году), учреждена в 1960 году и официально принята 14 апреля 1965 года. До этого, служащие ВВС получали армейскую версию медали.
В 1963 году была учреждена отдельная медаль Почёта для Береговой охраны, но она так и не была разработана, награждений также не проводилось.

### История награждений и эволюция критериев награждения
Первоначально награда предназначалась только для солдат и сержантов, изменения, позволяющие награждать медалью офицеров армии, были внесены в статут медали 3 марта 1863 года, а офицеров флота и морской пехоты — только через 52 года — 3 марта 1915 года.
С момента учреждения медали было установлено, что награждаемый должен являться военнослужащим вооружённых сил США (но не обязательно должен иметь американское гражданство). 21 декабря 1861 года были награждены первые военнослужащие — 6 участников «Великой паровозной гонки», при этом сам Джеймс Эндрюс, который возглавлял операцию, награду не получил, так как числился гражданским лицом.
Тем не менее, известны исключения из правила:

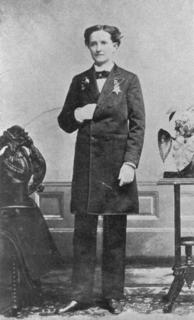
Доктор Мэри Уокер

- в XIX веке медалью было награждено 8 гражданских лиц, в том числе единственная женщина, когда-либо награждённая медалью, — доктор Мэри Уокер, хирург, работавшая в армии по контракту. В указе, подписанном президентом Эндрю Джонсоном, говорится, что награждение производится за «ценные услуги, оказанные правительству, и серьёзные и неустанные усилия», но не упоминается о каком-либо акте героизма[9];
- символическое награждение Неизвестных Солдат Франции, Бельгии, Великобритании, Румынии и Италии после Первой мировой войны[10];
- пилот Чарльз Линдберг был награждён медалью почёта за трансатлантический перелёт, будучи гражданским лицом.

В XIX веке награждение Медалью Почёта не было редкостью, поскольку на тот момент это была единственная американская военная награда. Во время Гражданской войны военный министр Стэнтон официально пообещал наградить Медалью Почёта каждого солдата 27-го пехотного полка штата Мэн, согласившегося продолжить службу сверх оговорённого срока. Полк оборонял Вашингтон во время Битвы при Геттисберге. Около трёхсот человек согласилось отложить увольнение на 4 дня, но из-за канцелярской ошибки были награждены все 864 солдата полка, включая оставивших службу и ушедших домой. В этот период было вручено свыше двух тысяч медалей — более половины награждений за всю историю медали.
Матрос Роберт Блейк стал первым афроамериканцем награждённым медалью, которая была вручена ему 16 апреля 1864 года. Блейк был отмечен за храбрость проявленную в бою канонерки USS Marblehead с батареей конфедератов 25 декабря 1863 года. Иногда в качестве первого чернокожего солдата удостоенного медали называют сержанта Уильяма Карни, однако хотя он совершил свой подвиг раньше, чем Блейк — 18 июня 1863 года, в ходе второго сражения за форт Вагнер, медаль ему была вручена почти сорок лет спустя.
Медаль вручалась и в ходе Индейских войн. За участие в Бойне на ручье Вундед-Ни в 1890 году военнослужащим 7-го кавалерийского полка США было вручено 20 медалей. В настоящее время эти награждения вызывают в США дискуссию.
В 1898 году за действия во время Испано-американской войны к награде был представлен Теодор Рузвельт, будущий президент США. Награждение было утверждено только в 2001 году и Рузвельт, посмертно, стал первым и единственным президентом США удостоенным высшей военной награды своей страны.
В первой половине XX века ВМС США награждали медалью военнослужащих, проявивших храбрость и героизм в мирное время, например, награды получили семеро моряков за действия во время взрыва парового котла на линкоре «Айова» в 1905 году. Специально для подобных случаев в 1919 году была учреждена специальная версия медали, известная как «Мальтийский Крест» или «Крест Тиффани» (по названию ювелирной компании, разработавшей дизайн), в то время как оригинальный дизайн предполагалось использовать исключительно для награждения за действия в боевой обстановке. Крест не пользовался большой популярностью и был упразднён в 1942 году. Одной из причин упразднения, возможно, была его внешняя схожесть с немецким Железным крестом.
По решению Конгресса в 1916 году была учреждена специальная комиссия, задачей которой было изучение обстоятельств всех награждений медалью до этого времени. Членами комиссии были пять отставных генералов армии США, возглавил её генерал-лейтенант Нельсон Майлс, награждённый медалью во время Гражданской войны. Комиссия опубликовала заключение 5 февраля 1917 года, по итогам работы были аннулированы 911 награждений, в том числе медали, полученные солдатами 27-го полка, и все награждения гражданских лиц. Два из них были впоследствии восстановлены — в 1977 году восстановлено награждение доктора Уокер, и в 1989 — знаменитого разведчика и исследователя Дикого Запада «Буффало Билла» Коди.
В 1918 году командующий американским экспедиционным корпусом в Европе, генерал Першинг рекомендовал учредить награды за менее значимые деяния, а Медалью Почёта награждать лишь за проявления исключительного героизма. 9 июля 1918 года Конгресс принял акт, учреждавший новые награды. Этот акт устанавливает Медаль Почёта в качестве высшей воинской награды США, регулирует порядок её вручения и устанавливает иерархию военных наград. В частности, акт определяет, что только Медаль Почёта вручается Президентом США от «имени Конгресса», все прочие награды вручаются от имени Президента, но не Конгресса.
После окончания Первой мировой войны и учреждения новых наград критерии награждения Медалью Почёта значительно ужесточились, вследствие чего уменьшилось число награждённых. Однако и после этого в 1926 году медалью были награждены лётчики ВМС Флойд Беннет и Ричард Бёрд за полёт над Северным полюсом. Впоследствии был обнаружен полётный дневник Бёрда, содержащий стёртые, но вполне читаемые замеры координат при помощи секстанта, которые показывали, что лётчики не могли пролетать над полюсом и знали об этом.
С началом Второй мировой войны награждение стало производиться только за исключительную доблесть, проявленную в боевой обстановке. С тех пор более 60 % награждений было осуществлено посмертно. 23 июля 1963 года в статут медали были внесены изменения, законодательно закрепившие сложившуюся практику в части критериев награждения.
Последним военнослужащим, удостоенным награды во время Вьетнамской войны, стал «морской котик» Майкл Торнтон, 31 октября 1972 года спасший жизнь своему командиру. После этого, до 2010 года все награждения производились посмертно, 10 сентября 2010 года Белый дом объявил, что президент наградил медалью почёта Салваторе Джьюнту — ныне здравствующего сержанта армии США за подвиг, совершённый им в 2007 году в Афганистане.
Последний иностранный гражданин, награждённый медалью — канадец Питер Лемон, получивший медаль во время Вьетнамской войны.
В числе награждённых — сержант первого класса Рэнди Шугарт и мастер-сержант Гэри Гордон, бойцы спецподразделения «Дельта», которые в ходе сражения в Могадишо пожертвовали жизнями, защищая экипаж сбитого вертолёта MH-60. Этот эпизод изображён в художественном фильме «Чёрный ястреб».
Единственный известный случай отказа от медали произошёл 29 июля 1986 года, когда Чарльз Лайтеки, отставной армейский капеллан, отправил свою медаль по почте на имя президента Рейгана в знак протеста против политики США в Южной Америке. Лайтеки, ветеран Вьетнамской войны, был награждён за то, что будучи сам дважды раненным, вынес из-под огня противника и доставил к месту эвакуации 20 раненых.
Последние награждения произведены во время войн в Ираке и Афганистане.

### Многократные награждения
За историю награждений 19 человек были награждены медалью дважды, при этом, в пяти случаях, во время Первой мировой войны, морские пехотинцы удостоенные награды получили две медали за одно и то же деяние — от Армии и ВМС США, в четырнадцати других случаях повторные награждения были за различные деяния. После Первой мировой войны не было ни одного случая многократного награждения медалью.

### Дискриминация при награждении
До начала 1990-х годов ни один чернокожий солдат не был удостоен медали Почёта за подвиги во время Первой и Второй мировых войн. Ситуация начала меняться только в 1991 году, когда медаль была вручена родственникам капрала Фредди Стоуэрса, погибшего в Первой мировой войне.
В 1993 году исследование, проведённое армией США, выявило расовую дискриминацию в критериях награждения медалью Почёта во время Второй мировой войны. Было принято решение пересмотреть ряд награждений крестом «За выдающиеся заслуги» (второй по значимости американской военной наградой), в результате чего в 1997 году медалями Почёта были награждены 7 афроамериканцев, а в 2000 году медали Почёта вручили 21 ветерану азиатского происхождения, в том числе 20 участникам Второй мировой войны с японскими корнями, среди награждённых был сенатор от штата Гавайи Дэниел Иноуи. В 2005 году было произведено награждение Тибора Рубина, ветерана Корейской войны еврейского происхождения, более чем пятидесятилетняя задержка с награждением которого также связывается с расовой дискриминацией.

## Название

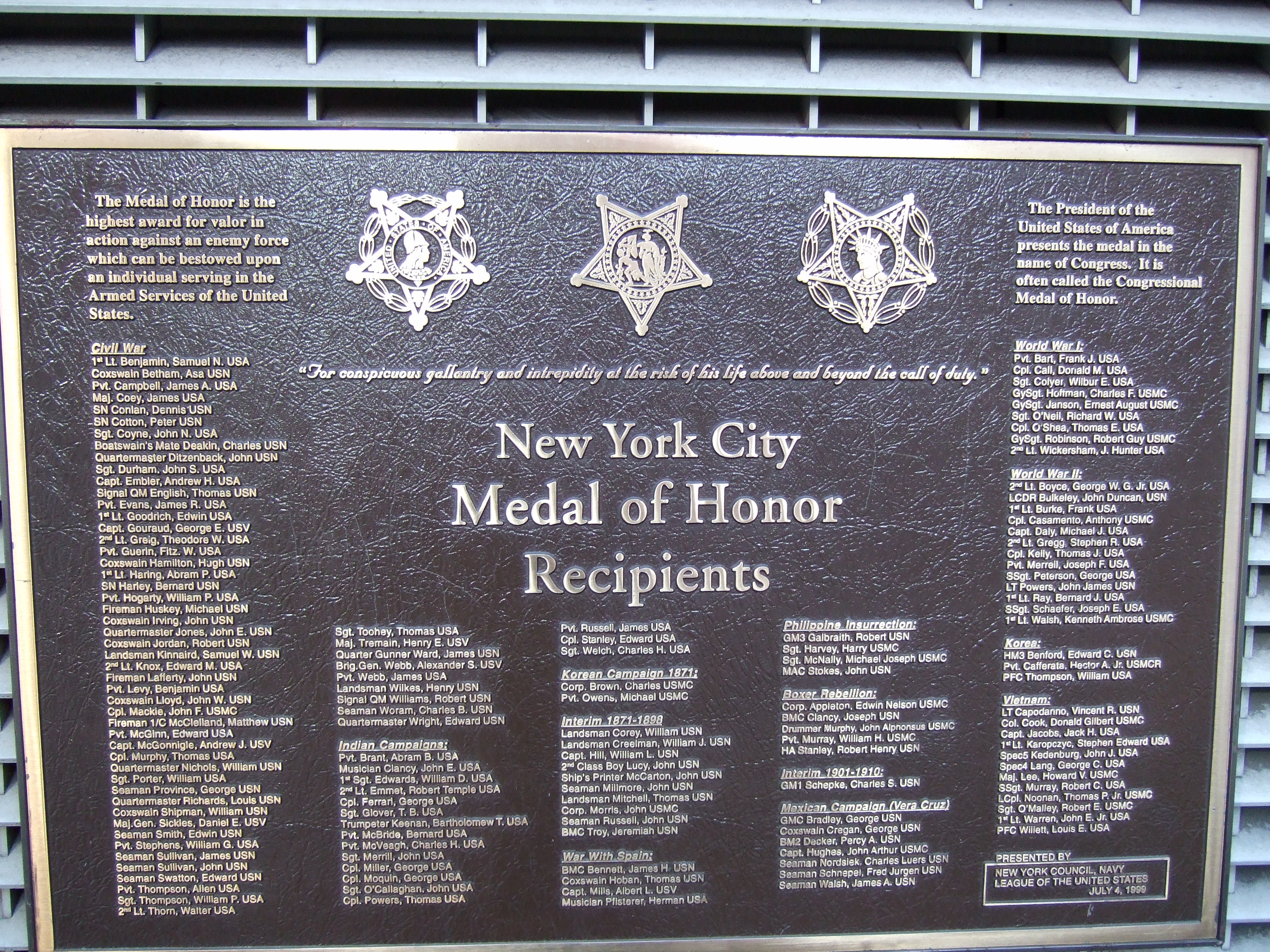
Памятная доска, установленная в честь жителей города, награждённых медалью. Нью-Йорк, Таймс Сквер

Официально награда носит название медаль Почёта. Часто она упоминается как Медаль Почёта Конгресса США, что является ошибкой, хотя формально президент США действительно производит награждение от имени Конгресса. Ошибка настолько распространена, что общество по изучению истории и наследия медали Почёта, учреждённое в 1958 году актом Конгресса, скреплённым подписью президента Эйзенхауэра, носит название «Общество медали Почёта Конгресса».

## Представление к медали и награждение
Медаль Почёта — единственная награда, которая в дополнение к обычной процедуре представления военнослужащих к награде командованием (в этом случае представление должно быть утверждено на всех ступенях командной иерархии, вплоть до президента США) предусматривает представление к медали одним из членов Конгресса (как правило, по инициативе его избирательного округа). Такое представление утверждается специальным актом Конгресса.
Представление к награждению армейской медалью и медалью ВВС должно быть подано в течение двух лет с момента совершения подвига, а награждение состояться в течение трёх лет, для морской медали эти сроки составляют три и пять лет соответственно. Сроки могут быть продлены по запросу членов Конгресса США.
Медаль Почёта, как правило, вручается президентом США. В случае посмертного награждения медаль вручается ближайшим родственникам награждённого. В двух случаях посмертного награждения, медали остались невостребованными, в связи с отсутствием близких родственников у погибших.

## Привилегии, даваемые медалью
Обладание Медалью Почёта даёт ряд привилегий её владельцу:

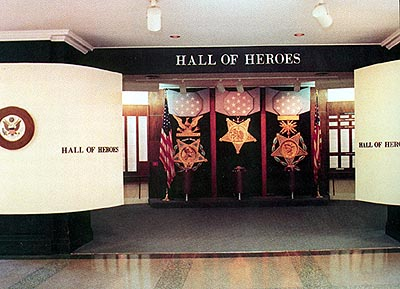
Зал Героев в Пентагоне

- Имя военнослужащего, получившего Медаль Почёта, может быть внесено в специальный Список Медали Почёта, после чего военнослужащий получает право запросить у Департамента по делам ветеранов дополнительную ежемесячную пенсию ($1,259 на 1 января 2017 года)[31];
- Военнослужащие рядового состава, имеющие выслугу не менее 20 лет, имеют право на 10 % надбавки к военной пенсии, при условии, что общая сумма надбавок не превышает 75 %;
- Бесплатное пользование военным воздушным транспортом при наличии свободных мест[31];
- Дети лиц, награждённых Медалью Почёта, зачисляются в военные академии вне зависимости от квот выделяемых штатам, при условии, что соответствуют всем требованиям, предъявляемым к кандидатам[31];
- Военнослужащие в отставке, награждённые медалью, имеют право на ношение военной формы «по своему усмотрению». Все другие отставные военнослужащие могут надевать военную форму только на церемониальные мероприятия[32];
- Получение приглашений на церемонию инаугурации Президента США и сопутствующие торжественные мероприятия. Лицам, находящимся на действительной военной и государственной службе, предоставляется административный отпуск для участия в подобных мероприятиях[31];
- Портрет награждённого и бронзовая табличка с именем помещаются в Зал Героев (Hall of Heroes) в Пентагоне;
- В случае смерти — установка особого надгробия за счёт Департамента по делам ветеранов[31], а также право на погребение на Арлингтонском кладбище[33];
- При расквартировании на военных базах награждённым должны предоставляться условия соответствующие престижу награды[31];

Помимо льгот и привилегий, закреплённых законом, существует традиция, согласно которой прочие военнослужащие, включая главнокомандующего — президента США, при встрече первыми салютуют награждённым медалью, вне зависимости от старшинства воинских званий.

## Дизайн медали

### ВМС

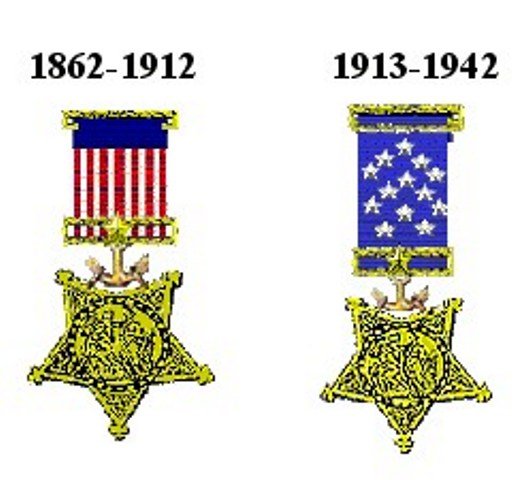
Ранние варианты Медали Почёта ВМС США

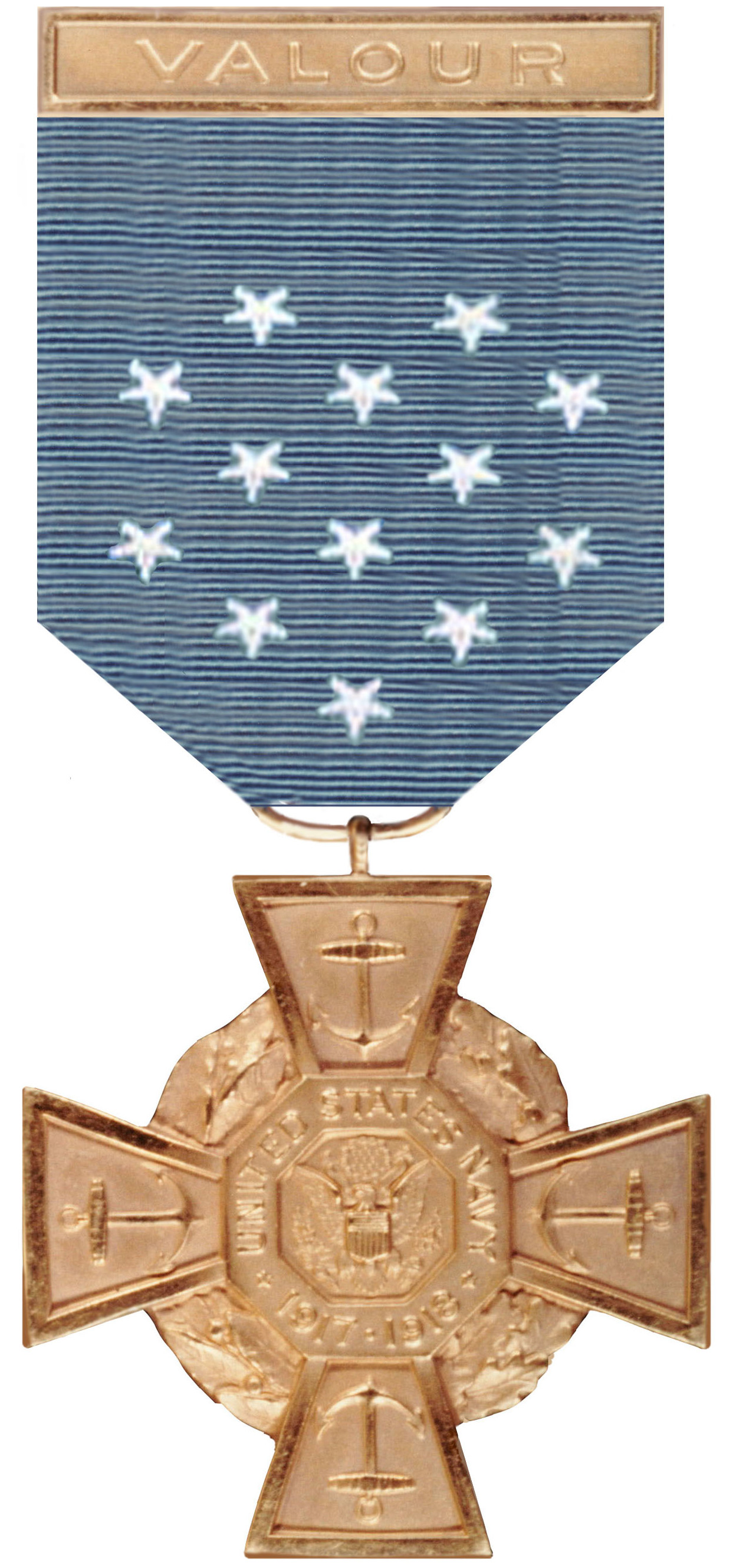
Крест Тиффани

Медаль Почёта ВМС является старейшим вариантом награды. Учреждена 21 декабря 1861 года под названием Медаль Доблести (Medal of Valor). Поскольку Корпус морской пехоты США не имеет собственного варианта медали, его военнослужащие награждаются Медалью Почёта ВМС.
Дизайн медали, по поручению филадельфийского монетного двора разработала компания  William Wilson & Sons. За время своего существования флотская награда претерпела минимальные изменения дизайна, которые фактически коснулись только колодки медали. Первая версия медали, разработанная в 1861 году предназначалась для ношения на форме и крепилась к прямоугольной колодке, обтянутой лентой цветов американского флага, при помощи крепления в форме якоря обвитого канатом. В 1913 году канат был исключён из дизайна крепления, а также были изменены цвета ленты, теперь на ней были изображены, так же как и у армейского варианта, 13 белых звёзд на голубом муаровом фоне, символизировавших тринадцать первых штатов США. Современный вид медаль приобрела в 1942 году, когда колодка была заменена на восьмиугольную, соединяющую медаль и шейную ленту
.
Медаль имеет форму перевёрнутой пятиконечной звезды, на концах лучей — листья лавра, символизирующие победу и листья дуба символизирующие силу. В центре, в окружности из 34 звёзд, по числу штатов, входивших в состав США в 1862 году, выгравировано изображение двух фигур: богини мудрости Минервы, держащей в левой руке фасции — символ власти, в правой — щит, символизирующий единство штатов и коленопреклонённого, отшатнувшегося от богини, мужчины держащего в руках клубок змей. Фигура мужчины символизирует раздор, а композиция в целом — победу мудрости над раздором.
Мальтийский Крест, более известный как Крест Тиффани (по названию компании, разработавшей его дизайн), был учреждён в 1919 году для награждений за героизм, проявленный в мирное время, в то время как сама Медаль Почёта ВМС оставалась наградой за героизм в боевых действиях. Новая медаль не пользовалась большой популярностью и была упразднена в 1942 году.
Медаль Почёта Береговой охраны США формально появилась в 1963 году, однако никому не присваивалась и на настоящий момент даже не имеет собственного дизайна. Единственный служащий Береговой охраны, сигнальщик 1-го класса Дуглас Мунро (англ. Douglas Munro), награждённый за участие в сражении за Гуадалканал, получил флотскую медаль
.

### Армия США

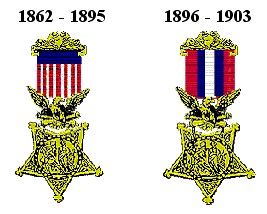
Ранние варианты Медали Почёта Армии США

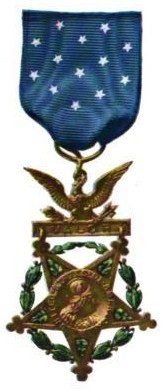
Дизайн Гиллеспи

Армейская Медаль Почёта была учреждена 12 июля 1862 года. Поначалу единственным отличием от варианта ВМС была форма крепления медали к колодке — вместо якоря оно было выполнено в форме орла расправившего крылья и держащего в когтях саблю, сидящего на двух перекрещённых пушках. В 1896 году был изменён дизайн ленты, при сохранении тех же цветов, а в 1904 году Конгресс утвердил совершенно новый дизайн медали. Автором дизайна был генерал Джордж Гиллеспи, который сам был награждён Медалью Почёта за действия во время Гражданской войны. Новый вариант сохранил общую форму перевёрнутой пятиконечной звезды, но листья лавра и дуба теперь обрамляли её снаружи и были покрыты зелёной эмалью, сцену с Минервой в центре заменил профиль богини в шлеме. Орёл, соединявший медаль с колодкой, помещался на планке с надписью Valor обрамлённой пучком стрел. Цвета ленты были также изменены — на голубом муаровом поле были расположены 13 звёзд символизировавших первые штаты США. После утверждения нового дизайна всем награждённым было предписано обменять медали старого образца, но после многочисленных обращений ветеранов, было решено выдавать новые медали не изымая старые, а тем, кто уже успел произвести обмен, старые медали были возвращены. Специально оговаривалось, что ношение сразу обеих медалей запрещено.
Дизайн современной Медали Почёта Армии США базируется на дизайне Гиллеспи. Она выполнена из позолоченной бронзы и представляет собой перевёрнутую пятиконечную звезду, укреплённую на покрытом зелёной эмалью кольце в виде лаврового венка. На каждом луче звезды расположен зелёный лист клевера. В центре звезды помещён круглый барельеф с профильным изображением головы богини Минервы в военном шлеме. Вокруг барельефа — плоское кольцо с выгравированной надписью «Соединённые Штаты Америки». На оборотной стороне медали выгравирована надпись «От Конгресса» (The Congress To), ниже которой оставлено место для имени и фамилии награждённого.
Звезда двумя лучами крепится к прямоугольной пластинке, на которой выгравировано слово «Доблесть» (Valor). Над пластинкой расположен рельефный белоголовый орлан (символ США), который крепится к голубому муаровому шестиграннику, на котором расположены 13 белых звёзд (символизируют первые 13 штатов, образовавшие США), с ним соединяется шейная муаровая лента голубого цвета.

### ВВС
Медаль Почёта ВВС была утверждена 1956 году, а её дизайн в 1965 году. За основу дизайна принят армейский вариант медали, поскольку именно ей награждались военнослужащие Воздушного Корпуса армии США — предшественника ВВС. Медаль отличается от армейской примерно на 50 % бо́льшим размером, вместо головы Минервы на ней изображена голова Статуи Свободы, а орёл на креплении медали заменён на эмблему ВВС США. Хотя ВВС выделились из состава армии в самостоятельный род войск в 1947 году, все четыре Медали Почёта, которых удостоились военные лётчики в ходе Корейской войны, были армейского образца. Впервые новая медаль была вручена майору Бернарду Фишеру за спасение сбитого товарища 10 марта 1966 года во время Вьетнамской войны.

## Правила ношения

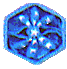
Розетка для гражданской одежды

Медаль Почёта носится на голубой муаровой ленте поверх шейного узла галстука, только с полной парадной формой. На повседневной военной форме вместо медали носится колодка медали. Колодка обтянута муаровой лентой цветов медали, и на ней расположены пять белых звёзд, образующих букву «М». В соответствии со статусом медали, её колодка должна быть первой, располагаясь справа в верхнем ряду колодок.
При награждении медалью более одного раза вторая и последующие медали не носятся, но на муаровую ленту или колодку медали прикрепляется золотая звезда для флотской медали и дубовые листья — для вариантов армии и ВВС. Такой способ обозначения множественного награждения одной и той же наградой характерен для вооружённых сил США.
Для ношения с гражданской одеждой предусмотрена шестиугольная розетка цветов ленты медали с 13-ю звёздами.

## Флаг медали

Флаг Медали Почёта

В соответствии с решением Конгресса, все военнослужащие, награждаемые Медалью Почёта после 23 октября 2003 года, вместе с медалью должны получать специальный флаг. Флаг создан художником Института геральдики Армии США Сарой Леклерк (англ. Sarah LeClerc) на основе дизайна, разработанного по собственной инициативе ветераном Вьетнамской войны 1-м сержантом Биллом Кендаллом из города Джефферсон, штат Айова. Кендалл создал свой вариант флага в честь капитана Дарелла Линдси, пилота бомбардировщика B-26, посмертно награждённого Медалью Почёта во время Второй мировой войны и бывшего уроженцем того же города. Окончательный вариант флага отличается от первоначального дизайна отсутствием надписи «Medal of Honor» и золочёными кистями. Цвета и рисунок флага повторяют ленту медали. Впервые флаг был официально вручён семье сержанта 1-го класса Пола Смита, посмертно награждённого во время войны в Ираке
.
Предполагается также вручить этот флаг всем живущим на данный момент ветеранам, имеющим Медаль Почёта. Первая торжественная церемония вручения флагов прошла 30 сентября 2006 года на борту парусника «Конститьюшн».

## Особый юридический статус
Федеральный закон запрещает частную перепродажу, производство, обмен любых военных наград США и знаков отличия, а также наградных документов, при этом соответствующий параграф особо выделяет Медаль Почёта среди прочих наград и устанавливает значительно более суровое наказание за преступления, связанные с этой медалью (тюремное заключение сроком до 1 года, вместо 6 месяцев для прочих наград). Преступлением также считается незаконное ношение наград.
В отличие от незаконного ношения медали, ложные заявления о награждении (если они были сделаны не для получения сопутствующих материальных льгот) в течение длительного времени не считались преступлением, и с подобными явлениями боролись исключительно общественные организации ветеранов. В 2005 году был принят так называемый «Акт о похищенной доблести», согласно которому ложное заявление о награждении квалифицировалось как преступление. По некоторым сведениям, число самозванцев превышает число лиц, действительно награждённых медалью.
В 1996 году компания Лордшип Индастриз (англ. Lordship Industries), бывшая основным изготовителем наградных знаков и эмблем для вооружённых сил США, была оштрафована на 80 000$ за незаконное производство и продажу 300 медалей, а затем была лишена правительственного контракта.
В 2003 году супруги Эдвард и Гизела Фёдора (англ. Edward and Gisela Fedora), граждане Канады, были арестованы ФБР за попытку продажи нескольких медалей. Впоследствии Эдвард Фёдора был приговорён к тюремному заключению.

## День Медали Почёта

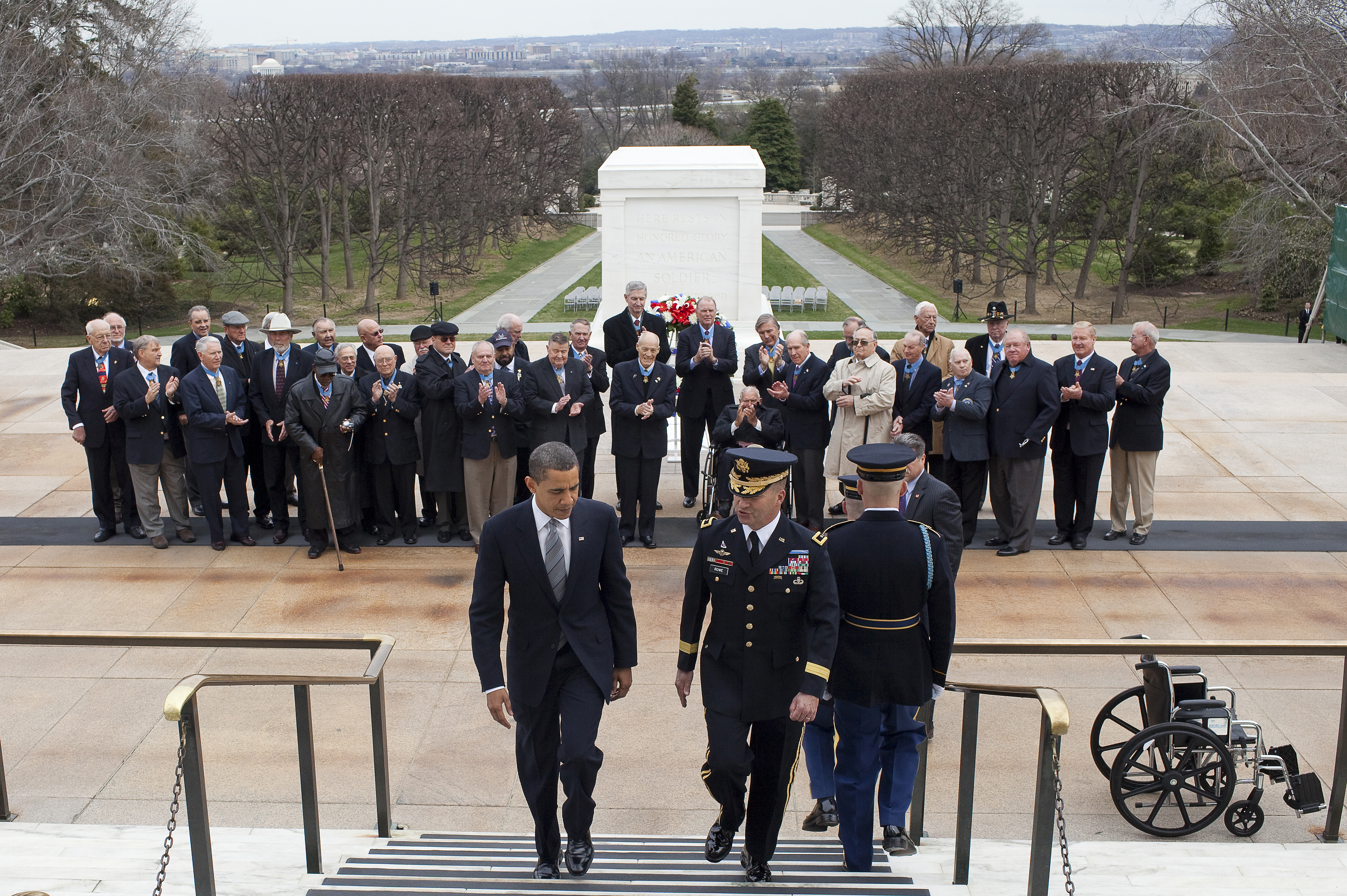
Президент Обама на церемонии Дня Медали почёта

15 ноября 1990 года совместным решением Сената и Палаты представителей был установлен День Медали Почёта, который отмечается 25 марта — в годовщину первого награждения медалью. Предложение было внесено конгрессменом от штата Вашингтон Родом Чандлером, инициативу которого поддержал ещё 151 член Конгресса. Резолюция Конгресса призывает граждан и организации США проводить в этот день мероприятия посвящённые медали и награждённым ей героям. Центральная церемония с участием высших должностных лиц США и ветеранов награждённых медалью, обычно проходит на Арлингтонском кладбище. Тем не менее отмечается, что празднование Дня Медали Почёта не получило широкого распространения.

## Памятные монеты

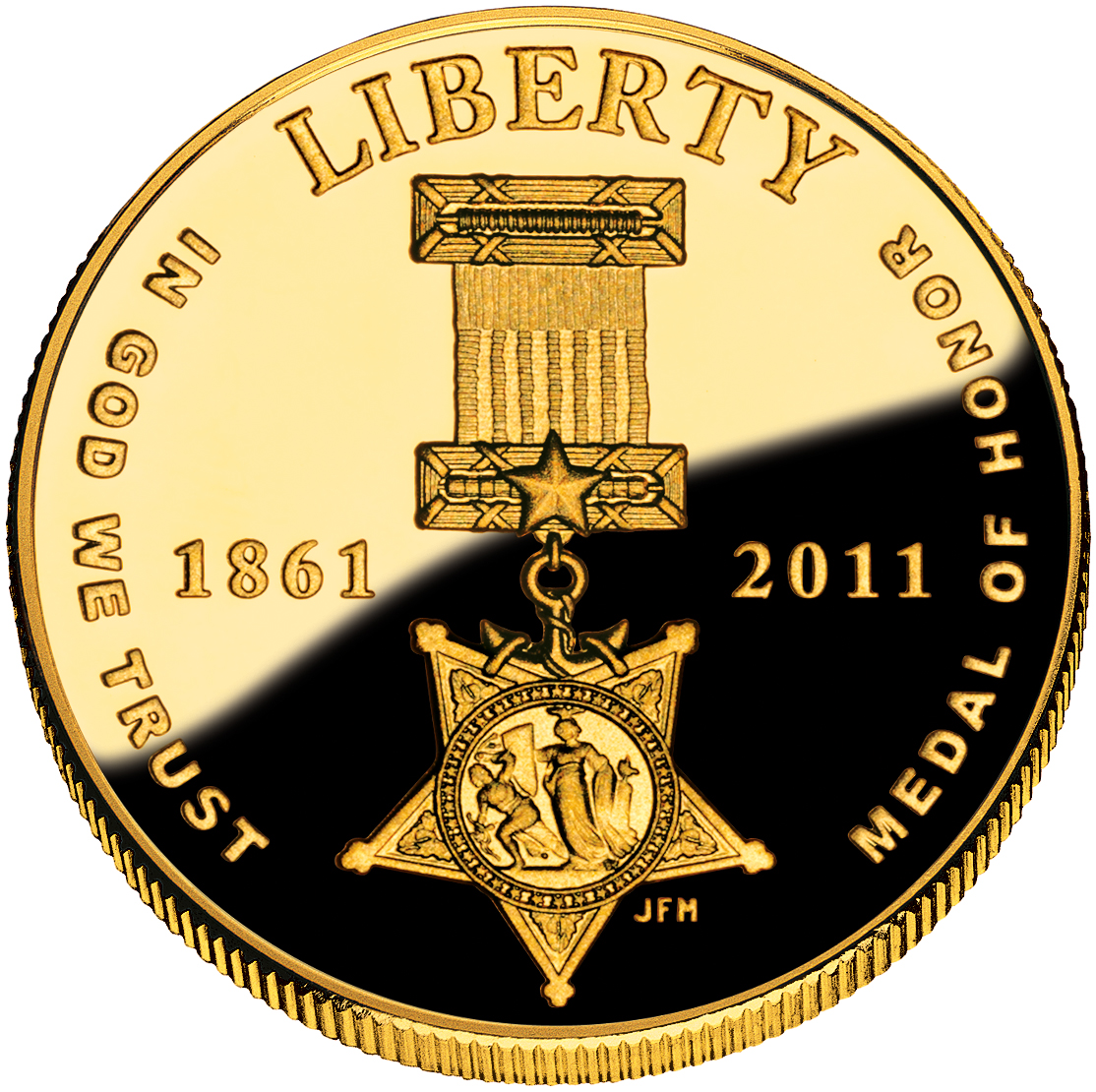
Памятная монета номиналом 5 долларов

В соответствии со специальным актом Конгресса Монетный двор США в 2011 году выпустил две памятные монеты, посвящённые 150-и летию учреждения Медали Почёта. Одна из монет серебряная, номиналом в 1 доллар, другая — золотая номиналом 5 долларов США. Обе монеты будут чеканиться как обычного качества, так и качества «пруф». Тираж золотой монеты 100 тыс., а серебряной — 500 тыс. экземпляров. Монеты не предназначены для выпуска в свободное обращение и будут продаваться коллекционерам. При продаже монет установлен специальный сбор — 35 долларов за каждую золотую монету и 10 долларов за серебряную, полученные средства будут перечисляться в фонд Общества Медали Почёта, для финансирования программ по патриотическому воспитанию.

## Статистика награждений
По данным «Общества Медали Почёта Конгресса» с 1863 года до 31 июля 2017 года медалью Почёта награждено 3499 человек, из которых 19 человек были награждены дважды.
| Вид ВС                | Награды |
| --------------------- | ------- |
| Армия                 | 2407    |
| Военно-морские силы   | 746     |
| Корпус морской пехоты | 297     |
| Военно-воздушные силы | 18      |
| Береговая охрана      | 1       |

Указаны годы участия США в вооружённых конфликтах:
| Конфликт                              | Годы      | Награды |
| ------------------------------------- | --------- | ------- |
| Гражданская война в США               | 1861—1865 | 1522    |
| Индейские войны                       | 1865—1891 | 423     |
| Синмиянё                              | 1871      | 15      |
| Испано-американская война             | 1898      | 110     |
| Гражданская война на Самоа            | 1886—1894 | 4       |
| Филиппино-американская война          | 1899—1902 | 86      |
| Ихэтуаньское восстание                | 1900      | 59      |
| Американская оккупация Веракруса      | 1914      | 56      |
| Оккупация США Гаити                   | 1915—1934 | 8       |
| Оккупация Доминиканской Республики    | 1916—1924 | 3       |
| Первая мировая война                  | 1914—1918 | 127     |
| Американская оккупация Никарагуа      | 1912—1933 | 2       |
| Вторая мировая война                  | 1939—1945 | 472     |
| Корейская война                       | 1950—1953 | 133     |
| Война во Вьетнаме                     | 1955—1975 | 260     |
| Инцидент с USS Liberty                | 1967      | 1       |
| Сражение в Могадишо                   | 1993      | 2       |
| Война в Афганистане                   | 2001—2014 | 14      |
| Иракская война                        | 2003—2011 | 4       |
| Мирное время                          |           | 193     |
| Информация неизвестна или засекречена |           | 4       |